# 克氏水马齿
克氏水马齿（学名：Callitriche christensenii），是大西洋特里斯坦-达库尼亚群岛特有的一种植物。

## 分布
克氏水马齿广泛分布于特里斯坦岛、伊纳克塞瑟布尔岛、南丁格尔岛以及果夫岛。该物种是一种水生草本植物，花期位于10月至1月。其栖息地位于溪流、小池塘以及其他潮湿地区，它们在四个岛屿上的适宜栖息地中均很常见。